# 미라클 여행기
"미라클 여행기"(Mira Story)는 한국에서 제작된 허철 감독의 2014년 다큐멘터리 영화이다. 최미라 등이 주연으로 출연하였다.